# Franz Sommer
Franz Sommer, född 30 november 1897 i Düsseldorf, död 3 mars 1980 i Düsseldorf, var en tysk SS-Obersturmbannführer och Gestapo-chef. Han anförde bland annat ett mobilt insatskommando i Polen 1939.

## Biografi
Sommer deltog som krigsfrivillig i första världskriget. Efter kriget påbörjade han sin tjänstgöring inom polisen. Från 1934 till 1939 ledde han Gestapo i Düsseldorf.

### Polen 1939
Den 1 september 1939 anföll Tyskland sin östra granne Polen och andra världskriget inleddes. I kölvattnet på de avancerande tyska trupperna följde särskilda insatsgrupper, Einsatzgruppen, vilka inom ramen för Operation Tannenberg hade i uppgift att eliminera personer som kunde tänkas leda det polska motståndet, till exempel politiska aktivister, intelligentia och reservister. Tredje rikets Führer Adolf Hitler hade för avsikt att utplåna Polens härskarklass för att därmed ”hugga huvudet av den polska nationen”. Därtill inledde insatsgrupperna massmordet på de polska judarna. Sommer utsågs i september 1939 till chef för Einsatzkommando 1 inom Einsatzgruppe VI. Sommers insatskommando opererade i september och oktober 1939 i området kring Posen.